# Польша на зимних Олимпийских играх 1956
Польша принимала участие в Зимних Олимпийских играх 1956 года в Осло (Норвегия) в седьмой раз за свою историю, и завоевала одну бронзовую медаль. Сборную страны представляли 44 мужчины и 7 женщин, состязавшиеся в 6 видах спорта: 
- Лыжные гонки (дистанции 10 км, 15 км, 30 км, 50 км; а также эстафета 3 x 5 км у женщин, 4 x 10 км у мужчин)
- Лыжное двоеборье
- Горнолыжный спорт
- Хоккей: сначала команда попала в подгруппу В, где проиграла сборным США и Чехословакии и не попала в группу сильнейших; затем проиграла Италии, но выиграла у Швейцарии и Австрии, в итоге заняв 8 место.
- Прыжки с трамплина
- Бобслей (двойки и четвёрки)

## Бронза
- Лыжное двоеборье, мужчины — Францишек Гонсеница Гронь.